# Ладіслав Шварць
Ладіслав Шварць (словац. Ladislav Švarc; нар. 13 листопада 1978) — колишній словацький тенісист.
Найвищу одиночну позицію світового рейтингу — 218 місце досяг 24 червня 2002 року.

## Титули на челленджерах

### Одиночний розряд: (1)
| Ранг | Рік  | Турнір          | Покриття | Суперник       | Рахунок            |
| ---- | ---- | --------------- | -------- | -------------- | ------------------ |
| 1.   | 2004 | Саранськ, Росія | Ґрунт    | Стефан Ваутерс | 6–2, 6–7(4–7), 6–0 |